# 竹荪乙素

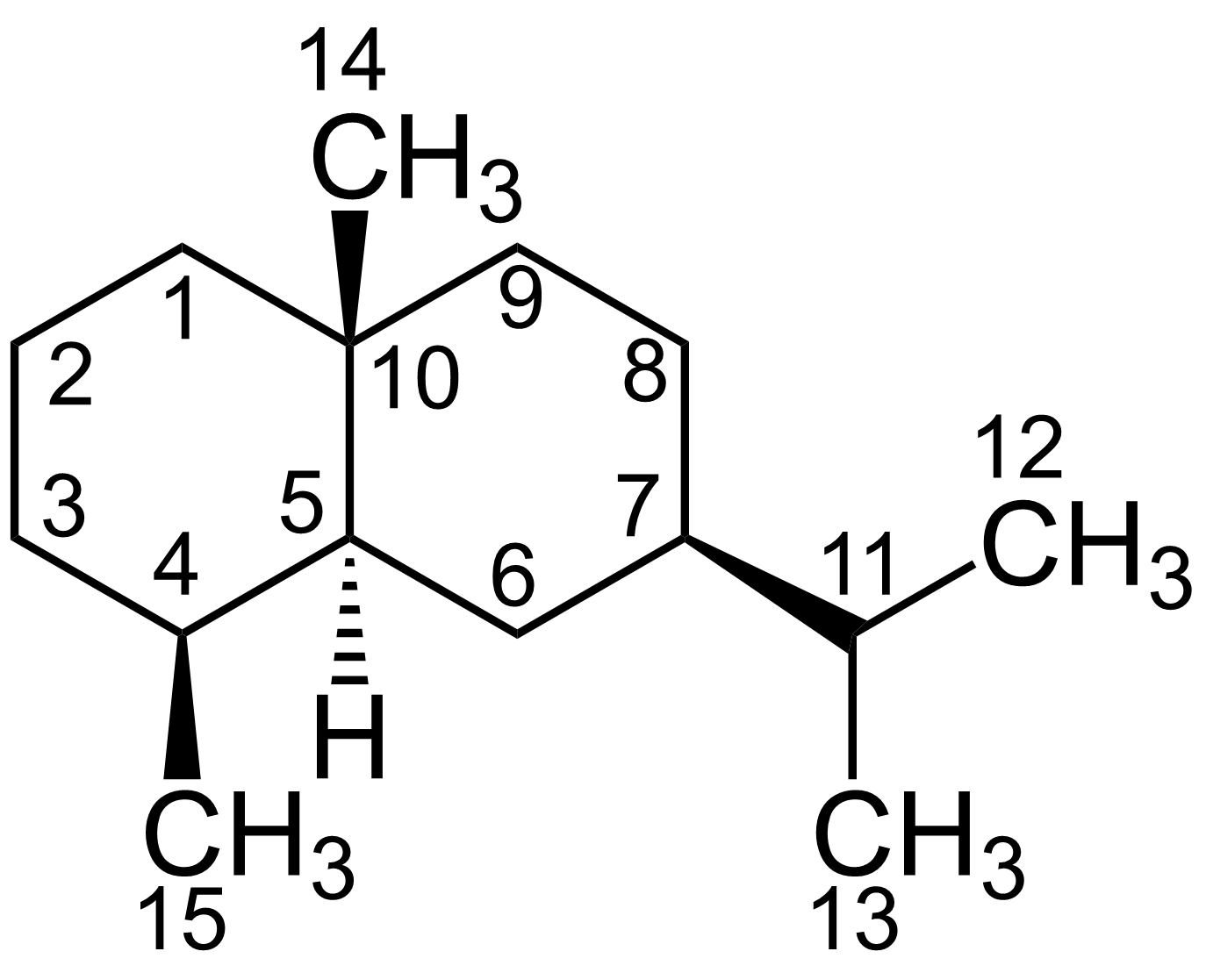
，竹荪乙素的母结构

竹荪乙素（也译为竹荪灵B、竹荪素B）是一种有机化合物，属桉叶烷型倍半萜，化学式C15H20O2，存在于長裙竹蓀（Phallus indusiatus）等物种中。